# Buchnera jacoborum
Buchnera jacoborum là loài thực vật có hoa thuộc họ Cỏ chổi. Loài này được Fern.Alonso mô tả khoa học đầu tiên năm 1986.